# Lodge Grass Creek
Der Lodge Grass Creek ist einer Länge von etwa 110 km der längste Nebenfluss des Little Bighorn River in den US-Bundesstaaten Wyoming und Montana.

## Verlauf
Der Lodge Grass Creek entspringt unmittelbar östlich der kontinentalen Wasserscheide im nördlichen Teil der Bighorn Mountains im westlichen Sheridan County in Wyoming, etwa 40 km nordöstlich von Lovell auf einer Höhe von etwa 2830 m. Von dort der fließt zunächst durch den Bighorn National Forest nach Norden, später nach Nordosten und erreicht das Big Horn County im Bundesstaat Montana. Im weiteren Verlauf verlässt der Fluss die Bighorn Mountains, mäandriert durch die Crow Reservation in nordöstliche Richtung und erhält einige unbedeutende Nebenflüsse, bevor er den südlichen Teil der Kleinstadt Lodge Grass durchfließt, die Montana State Route 451 unterquert und unmittelbar östlich von Lodge Grass auf einer Höhe von 1023 m von links in den Little Bighorn River mündet.

## Hydrologie
Der Lodge Grass Creek ist als Nebenfluss des Little Bighorn Rivers Teil des Einzugsgebietes des Bighorn Rivers, der sich über Yellowstone River, Missouri und Mississippi in den Golf von Mexiko entwässert. Das Einzugsgebiet des Lodge Grass Creek umfasst ein Areal von etwa 450 km² und grenzt an die Einzugsgebiete von Rotten Grass Creek im Nordwesten, Porcupine Creek im Westen sowie Little Bighorn River im Südosten und Osten. Der mittlere Abfluss am Pegel in Lodge Grass beträgt 1,26 m³/s, die größten Abflüsse finden sich in den Monaten Mai und Juni.

## Belege
1. 1 2 3 4 5  Lodge Grass Creek. In: Geographic Names Information System. United States Geological Survey, United States Department of the Interior (englisch).
2. ↑  USGS 06293000 Lodge Grass Creek at Lodge Grass MT. Abgerufen am 13. Oktober 2024.